# وستبوری، کبک
وستبوری (به فرانسوی: Westbury) بخشی در منطقه شهری لواو-سن-فرانسوا ناحیه استری در استان کبک کانادا است. در سرشماری سال ۲۰۱۱ این بخش ۹۹۷ نفر جمعیت داشته‌است و مساحت آن ۶۵٫۷۸ کیلومتر مربع است.